# Ernst Albert Fabarius

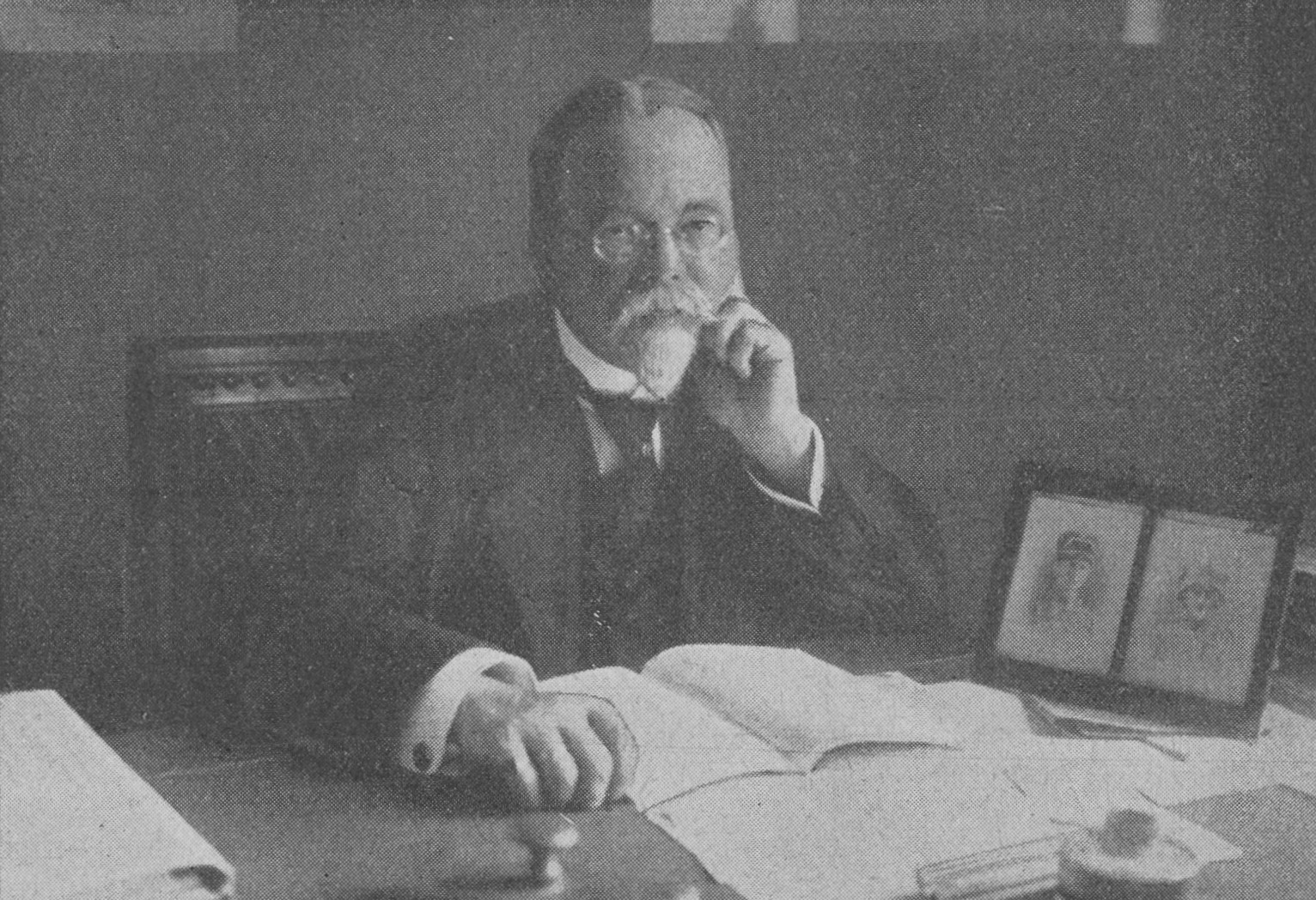
Ernst Albert Fabarius, um 1927

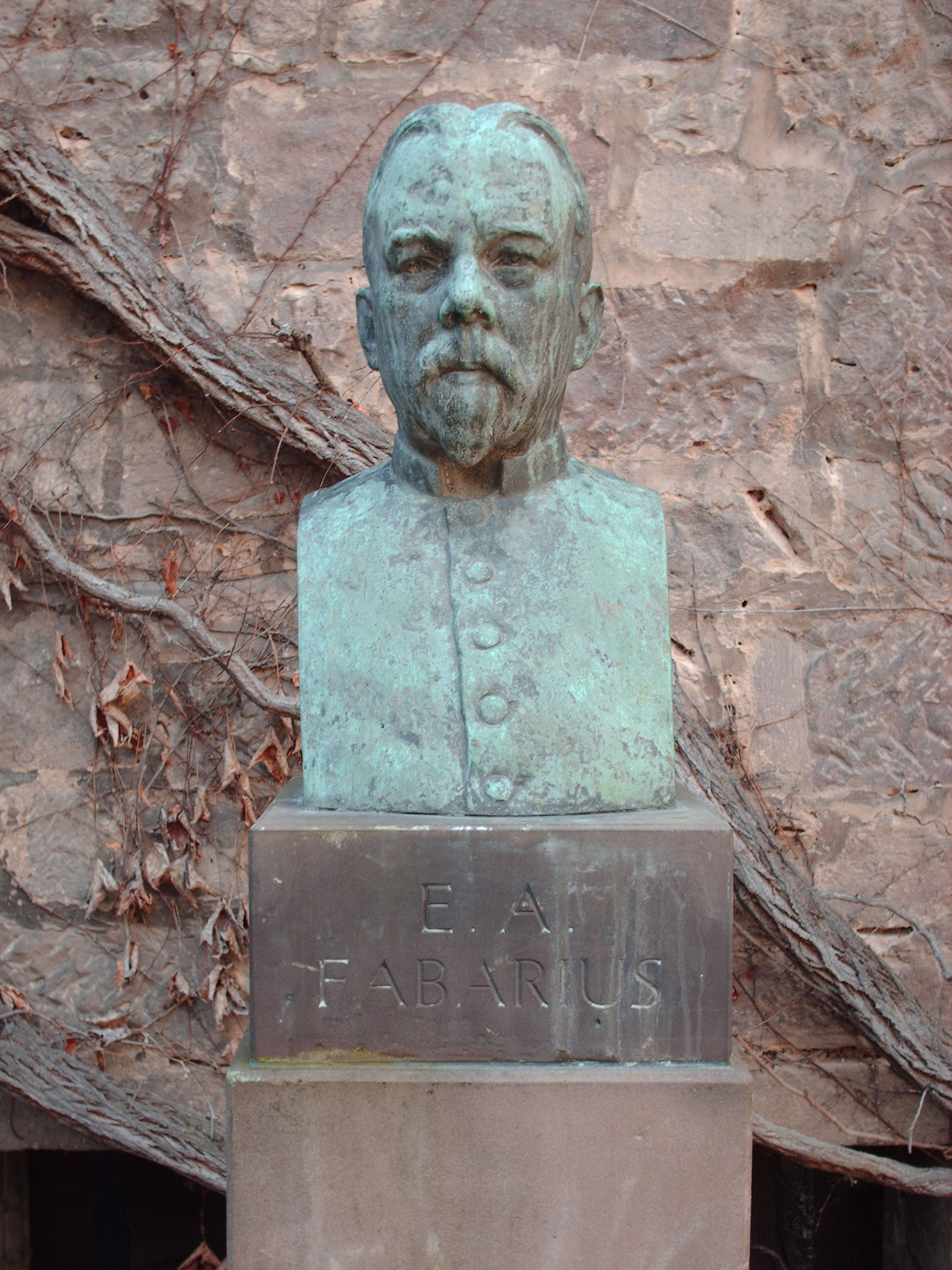
Büste von Fabarius im Innenhof der ehemaligen Deutschen Kolonialschule in Witzenhausen

Ernst Albert Fabarius (* 15. September 1859 in Saarlouis; † 28. Oktober 1927 in Witzenhausen) war ein deutscher Kolonialwissenschaftler. 

## Leben
Geboren als Sohn einer alten evangelischen Pfarrersfamilie besuchte Fabarius von 1873 bis 1881 die Klosterschule in Roßleben und studierte in Bonn, Berlin, Tübingen und Halle Theologie, Nationalökonomie, Staatswissenschaften, Geographie und Geschichte. Während seines Studiums wurde er 1885 Mitglied des Vereins Deutscher Studenten Tübingen. Im Jahre 1891 trat er die Stelle eines Divisionspfarrers in Koblenz an.
In Koblenz beschäftigte sich Fabarius als Sekretär des Rheinischen Verbands des Evangelischen Afrika-Vereins, wie auch als Schriftführer der Deutschen Kolonialgesellschaft, bereits sehr aktiv mit kolonialpolitischen Fragen. So sprach er als Schriftleiter auf der Jahresversammlung 1895 von den Arbeiten und Zielen des Evangelischen Afrika-Vereins, näherhin „von der in Angriff genommenen Errichtung einer Sklavenfreistätte, wo die Flüchtlinge zu tüchtigen Handwerkern und Ackerbauern herangebildet werden sollten, von der Notwendigkeit von Krankenhäusern und Ärzten, nicht minder von Erziehungsanstalten, um die Jugend heranzubilden, u. s. w.“ Zuvor hatte er in einer Rezension von Waldemar Werthers Bericht über dessen Expedition von 1892/93 im Auftrag eines Antisklavereikomitees die „schier ununterbrochene Reihe von blutigen Kämpfen“ kritisiert, „deren Notwendigteit meist nicht ersichtlich“ sei, und dies „Eingeborenen gegenüber, die völlig in ihrem Rechte waren, wenn sie es nicht begriffen, warum sie in majorem gloriam [d. h. ‚zur höheren Ehre‘] sog. europäischer Civilisation sich von einem beliebigen Privatmann aus Europa in ihrem Rechtsbewußtsein sollten beeinträchtigen lassen“. Bei Anerkennung des Standpunkts von Werther, fährt Fabarius fort, „ließe sich schließlich auch der eigenartige Heroismus eines Cortez, eines Pizzaro [!] rechtfertigen, obwohl doch bis auf den heutigen Tag in den Folgen klar zu Tage liegt, wie unheilvoll das Vorgehen jener gewesen ist, obgleich sie sich auch als Vertreter einer höheren Kultur ansahen, ja sogar im Dienste des Kreuzes zu stehen vorgaben und mit dem Segen der Kirche ihre Kämpfe fochten.“
Daneben befasste er sich mit der Frauenfrage, zu deren Lösung er eine „allgemeine weibliche Dienstpflicht“ vorschlug und als „Forderung der Gerechtigkeit gegen das dem männlichen gleichwertige Frauengeschlecht“ dafür plädierte, den Frauen „überhaupt den Zugang zum Universitätsstudium in irgendeiner Weise zu ermöglichen“.
Seit 1895 verfolgte Fabarius aktiv den Gedanken zur Gründung einer Ausbildungsstätte für Siedler und Plantagenbeamte in den Kolonien. Nachdem dieses Vorhaben realisiert worden war, zog er im März 1899 nach Witzenhausen, um als Gründungsdirektor und Dozent für Kolonialwirtschaft, Völkerkunde und Kultur- und Kolonialgeschichte an der Deutschen Kolonialschule für Landwirtschaft, Handel und Gewerbe zu wirken. Diese Stellung hat er bis zu seinem Tode bekleidet. Auch nach dem Amtsantritt engagierte er sich in theologischem Umfeld; so hielt er 1902 bei der 15. Hauptversammlung des Evangelischen Bundes einen Vortrag mit dem Titel „Ziele und Thätigkeit des Evangelischen Hauptvereins für deutsche Ansiedler und Auswanderer“. Im Jahre 1906 wurde Fabarius zum Professor ernannt. Als solcher trat er als Unterstützer der von dem jüdischen Augenarzt Ludwik Lejzer Zamenhof initiierten Esperanto-Bewegung in Erscheinung. Zwischen April und Juli 1910 unternahm er zum ersten und einzigen Mal eine Studienreise in die Kolonien (Deutsch-Südwestafrika). Fabarius starb „nach schwerem Leiden“ am 28. Oktober 1927 in Witzenhausen und wurde drei Tage später in der Kapelle der Deutschen Kolonialschule beigesetzt.

## Familie
In Koblenz heiratete Fabarius am 15. März 1892 Margarete Lilly. Von den aus der Ehe hervorgegangenen Kindern lebten 1927 noch Annemarie, Gertraut und Ernst-Immo. Die Söhne Heinrich und Friedrich Wilhelm sind im Ersten Weltkrieg 1915 in Litauen bzw. 1918 in Frankreich gefallen.

## Ehrungen
- Aufstellung einer Porträtbüste im Innenhof der ehemaligen Deutschen Kolonialschule Witzenhausen.[12]
- Fabariusstraße in Witzenhausen.[13]

## Schriften
- Die allgemeine weibliche Dienstpflicht. Ein Vorschlag und Beitrag zur Lösung der Frauenfrage. Baedeker, Essen 1895. (books.google.de)
- Deportation von Verbrechern nach den deutschen Kolonien. Berlin 1896.
- Eine Deutsche Kolonialschule. Denkschrift. Coblenz 1897.
- Die Völkerkunde und die Kolonialwissenschaft. In: Der deutsche Kulturpionier. Jg. 1, Nr. 3, 1900/1901, S. 45–49.
- Kolonisierung und Missionierung in ihrer geschichtlichen Wechselwirkung. In: Der deutsche Kulturpionier. Jg. 2, Nr. 2, 1901/1902, S. 51–61.
- Die Deutsche Kolonialschule und ihre Aufgabe (mit Abb.). In: Westermanns Monatshefte. Bd. 103/2, Januar 1908, S. 587–596 (archive.org).
- Ausbildung für den Kolonialdienst. In: Jahrbuch über die deutschen Kolonien. Band 2, 1909, S. 135–148.
- Neue Wege der deutschen Kolonialpolitik nach dem Kriege. Curtius, Berlin 1916 (nbn-resolving.de, Staats- und Universitätsbibliothek Bremen).

## Herausgeberschaften
- Der deutsche Kulturpionier. Zeitschrift der Deutschen Kolonialschule Wilhelmshof für die Kameraden, Freunde und Förderer (von 1900 bis 1926).[14]
- Unsere Lieder. Liedersammlung. Selbstverlag Deutsche Kolonialschule, Witzenhausen 1914.[15]